# (5897) Novotná
5897 Novotna (1984 SZ1) – planetoida z pasa głównego asteroid okrążająca Słońce w ciągu 4,14 lat w średniej odległości 2,58 j.a. Odkryta 29 września 1984 roku.